# Радужный (Челябинская область)
Радужный — упразднённый посёлок в Агаповском районе Челябинской области. Входил в состав Приуральского сельского поселения. Исключен из учётных данных в 2004 г, включен в состав г. Магнитогорска.

## География
Располагался на берегу Заводского пруда на реке Урал, к югу от Магнитогорска.

## История
В 1961 году здесь был образован Магнитогорский плодопитомнический совхоз в рамках «опытнической работы по развитию сети плодоводческих хозяйств в различных климатических условиях Урала и Сибири с целью производства и поставки потребителям плодов и ягод, круглогодичного снабжения населения промышленных центров и рабочих поселков витаминной продукцией, обеспечения колхозов, совхозов, подсобных хозяйств и населения высококачественным посадочным материалом плодовых, ягодных и лесодекоративных культур». В 1968 году населённому пункту центральной усадьбы Магнитогорского плодопитомнического совхоза присвоено наименование — посёлок Радужный.
В 1971 году директором Магнитогорского плодопитомнического совхоза «Радужный» был назначен Михаил Кондратьевич Строкань (проработавший в этой должности вплоть до своей смерти в 1988 году). Под его руководством была произведена масштабная модернизация и механизация совхоза, а также значительно возрос ассортимент выпускаемой продукции. Так, в период с 1973 по 1978 годы Михаил Кондратьевич руководил строительством плодово-ягодного комплекса: плодохранилища на 300 т. фруктов, цеха по переработке плодов и ягод, который ежегодно выпускал более 200 т. соков и более 1 млн банок фруктовых консервов. На хранение закладывалось и реализовывалось в зимний период 250—280 т. яблок высшего качества. Данные мероприятия позволили резко повысить эффективность садоводства, круглогодично снабжать население свежими плодами, ягодами и продукцией их переработки. В 1976 площадь плодово-ягодных насаждений составляла 331 га, к 1980 увеличилась до 600 га. В 1970-80-х гг. Радужный поставлял магнитогорцам плодов и ягод до 1500—2000 т. ежегодно.
Совхоз сыграл важную роль в развитии садоводства на Южном Урале, так как служил плодопитомником для развития плодово-ягодных культур, адаптированных для суровых климатических условий данного региона. На территории совхоза также выращивались саженцы деревьев для озеленения г. Магнитогорска. Плодопитомник Магнитогорского совхоза ежегодно давал садоводам города и населению ближайших степных районов 180—200 тыс. саженцев плодовых и ягодных культур и свыше 100 тыс. древесно-декоративных; к началу 1970-х гг. яблоневый сад занимал здесь 186 га, на экспериментальном участке было высажено 48 сортов и элитных сеянцев уральской, сибирской, европейской и американской селекции. Производство посадочных материалов плодовых и ягодных культур было переведено совхозом на промышленную основу. Многочисленным садоводческим хозяйствам и населению г. Магнитогорска совхоз предлагал большой выбор саженцев: яблони сортов свердловской и южноуральской селекции, чёрной смородины, малины, а также саженцев облепихи, ивы плакучей, лиственницы, березы, многих декоративных растений. Ежегодный выпуск саженцев перспективных сортов отечественной и зарубежной селекции составил: яблони 300—350 тыс., груши 40-50 тыс. Совхоз Радужный обладал собственным парком гусеничной техники и комбайнов, машинно-тракторной станцией, током для очистки зерна и обмолота хлеба, а также винным цехом.
В 1999—2000 гг. предприятие «Радужное» (ЗАО), образованное на базе Магнитогорского плодово-ягодного совхоза, прекратило свою деятельность.
В 2004 году территория посёлка Радужный была выведена из состава Агаповского района и в 2006 году была включена в состав г. Магнитогорска, тем самым став частью Орджоникидзевского района города. В настоящее время на землях бывшего совхоза располагается одноимённый элитный коттеджный посёлок, ведется частное малоэтажное строительство.

## Население
| 1970 | 1977 | 1983 | 1995 | 2002 |
| ---- | ---- | ---- | ---- | ---- |
| 162  | ↗246 | ↗253 | ↗300 | ↗369 |

По данным переписи 2002 г. в посёлке проживало 369 человек, в том числе 181 мужчина и 188 женщин.